# Maccabi Kijów
Maccabi Kijów (ukr. Єврейський спортивний клуб «Маккабі» Київ, hebr. ‏מועדון הספורט היהודי מכבי קייב‎, Mu'adon Hisport Heihudi Mekvi Kayev) – żydowski klub piłkarski z siedzibą w stolicy Ukrainy, mieście Kijów, działający w latach 1917–1921.

## Historia
Chronologia nazw:
- 1917: Maccabi Kijów (hebr. מועדון הספורט היהודי מכבי קייב, ukr. «Маккабі» Київ, ros. «Маккаби» Киев)
- 1921: klub rozwiązano

Piłkarska drużyna Maccabi Kijów została założona w Kijowie w grudniu 1917 roku przez lokalną społeczność żydowską. W 1918 zespół niespodziewanie został mistrzem Kijowa. W 1919 po raz ostatni startował w mistrzostwach miasta, które zostały przerwane po rundzie wiosennej. W 1920 roku mistrzostwa zostały odwołane. W 1921 klub został rozwiązany, a na jego bazie powstał klub Pałacowy SK.

## Sukcesy
- mistrz Kijowa (1): 1918